# Kettering Town FC
Kettering Town FC är en engelsk fotbollsklubb i Kettering, grundad 1872. Hemmamatcherna spelas på Latimer Park. Klubbens smeknamn är The Poppies. Klubben spelar sedan säsongen 2019/2020 i National League North.
Klubben hade i början av 2000-talet en svensk inofficiell supporterklubb, som drevs av Joel Sjöstrand och Mattias Johansson. Denna väckte viss uppmärksamhet bland supportrarna i England. Bland annat ägnades en artikel i ett nummer av Kettering-fanzinet PATGOD (Poppies at the Gates of Dawn) åt klubbens svenska supportrar.

## Meriter
- Midland League: 1895/96, 1899/00
- Birmingham and District League: 1947/48
- Southern Football League: 1956/57, 1972/73, 2001/02
- Southern Football League Eastern Section: 1927/28, 1928/29 (1928 Southern League-mästare genom vinst i slutspel)
- Southern Football League Division One North: 1971/72
- Conference North: 2007/08